# Església Santa Maria de Lübeck
Santa Maria fou l'església principal cívica de l'antiga ciutat lliure hanseàtica de Lübeck, a Alemanya. L'edifici gòtic de maons, construït entre 1250 i 1350, és la sola basílica de la ciutat. Es tracta d'una església evangèlica.

## Música a l'església
A l'edat mitjana la música era freqüent a l'església de Santa Maria. El Marientidenkapelle va estar equipat amb el seu propi cor. Després de la reforma per l'ordre de l'església de Johannes Bugenhagen, el cor del Katharineum va assumir la tasca de cantar els serveis. Es varen rebre fons de la fundació de la capella. Fins al 1802, el cantor era alhora professor de l'escola i responsable del cant coral i comunitari. L'organista, per la seva banda, que havia de fer tasques administratives en comptabilitat de l'església i manteniment d'edificis com a capatàs, era el responsable de la música d'orgue i instrumental.
En els segles xvi i xvii, els cantors de l'Església de Santa Maria (en alemany Marienkirche) van crear una biblioteca coral composta per més de 2.000 obres. Els seus 69 jocs de llibres de veu impresos i un conjunt de veus escrits a mà van romandre a l'església fins al 1814 i van ser donats a Lübeck com a gest diplomàtic davant el Congrés de Viena de la recentment fundada Societat d'Amics de la Música a Viena, on encara avui dia es troben. La biblioteca fou catalogada per Kerala J. Snyder; el catàleg és accessible en línia.

### Abendmusik
Amb el terme 'abendmusik' es coneixia unes sessions vespertines que varen ser famoses.